# Leno (Bréscia)
Leno é uma comuna italiana da região da Lombardia, província de Bréscia, com cerca de 12.518 habitantes. Estende-se por uma área de 58 km², tendo uma densidade populacional de 216 hab/km². Faz fronteira com Bagnolo Mella, Cigole, Ghedi, Gottolengo, Manerbio, Offlaga, Pavone del Mella.

## Demografia
| Variação demográfica do município entre 1861 e 2011                               |
|                                                                                   |
| Fonte: Istituto Nazionale di Statistica (ISTAT) - Elaboração gráfica da Wikipedia |